# Ócsai Tájvédelmi Körzet
Az Ócsai Tájvédelmi Körzet egy, a Duna–Ipoly Nemzeti Park Igazgatósága alá tartozó magyarországi tájvédelmi körzet, melynek teljes területe 3606 hektár, ebből fokozottan védett 1466 hektár.

## Fekvése
Budapesttől mintegy 30 kilométerre délre, az Ócsa, Dabas és Inárcs települések által határolt területen terül el.

## Jellemzői

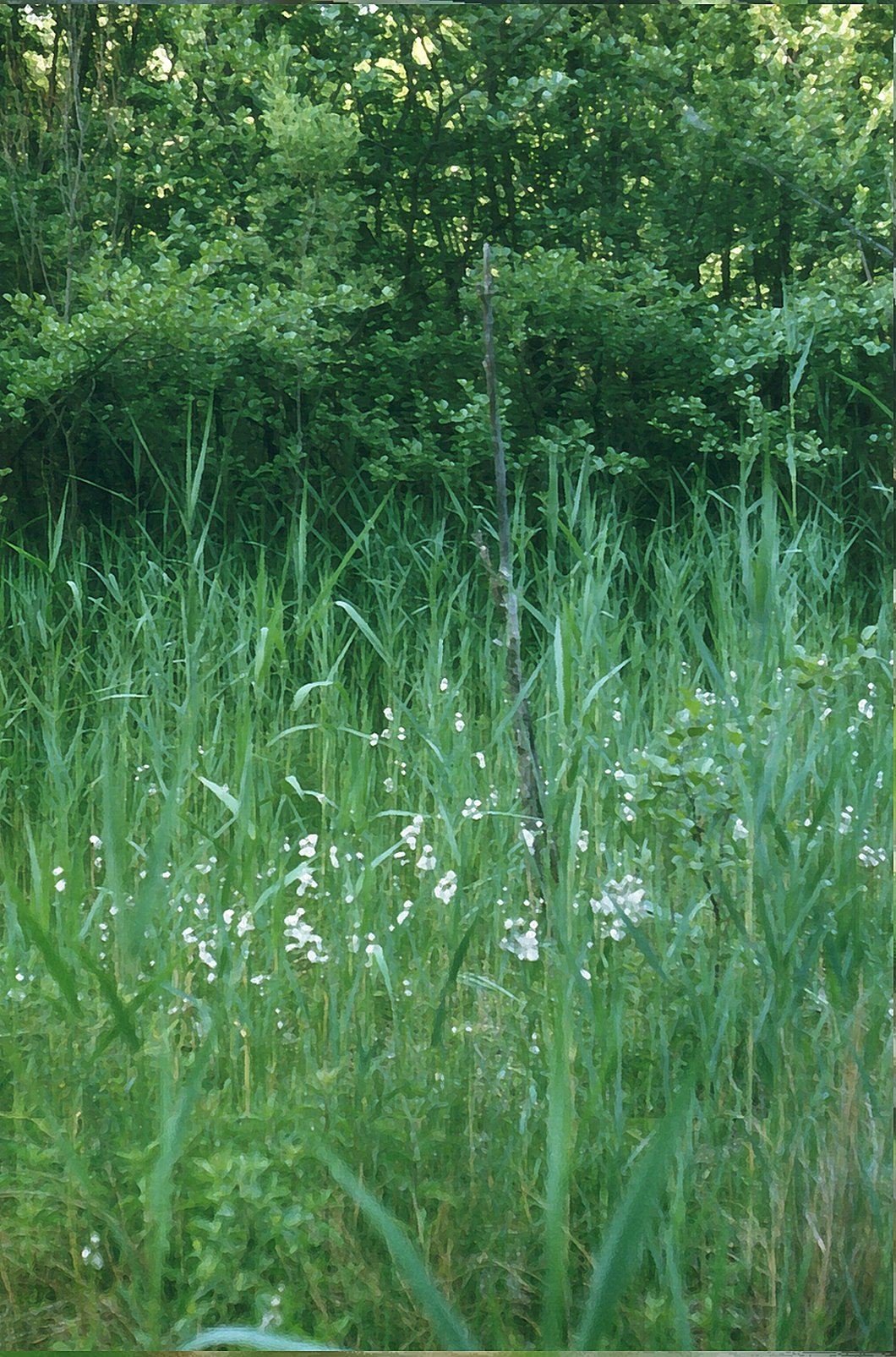
Láprét

A tájvédelmi körzetet 1975. szeptember 9-én hozták létre, az Országos Természetvédelmi Hivatal elnökének 3/1975.OTVH számú határozatával, a Duna völgye és az alföldi homokterületek közé ékelődött, mély fekvésű láprétek és láperdők növény- és állattani ritkaságainak megőrzésére.
Az Ócsai Tájvédelmi Körzet központi része a Duna–Tisza közén hajdan kiterjedt lápterület egyik utolsó maradványfoltja. Botanikai és állattani ritkaságait, értékeit a terület lecsapolására irányuló korábbi kísérletek eredménytelensége miatt fennmaradt állandó vízjárásnak köszönheti. Területének egészére jellemző a mozaikosság, vagyis a nyílt vizek, nádasok, rétek, erdők, sztyepprétek váltakozása, és az ennek megfelelően váltakozó emberi tevékenységek nyomai.

## Kialakulása
Az Ócsa környéki lápmedencéket az Ős-Duna hozta létre sok ezer évvel ezelőtt. Az egykori Duna-meder kavicstakarója képezi az altalajt, melyen a vízi szervezetek és élőlények maradványaiból vizet alig áteresztő málladék jött létre, szigetelve a mélyedéseket. A Gödöllői-dombvidék és a Duna–Tisza közi hátság talajvize a föld alatt 10–15 méter mélyen, délnyugati irányba lassan a Duna-meder felé szivárog, majd ahol a hátság dombjai véget érnek és találkoznak a Duna sík árterével, Ócsa térségében ez a talajvíz a felszín közelébe, néhol egyenesen a felszínre jut. Így a szigetelt mélyedésekben a vízborítottság szinte mindig állandó. Ilyen helyeken alakultak ki a lápok, vagy ha a vizesedés egész régiót érintett, a lápvidékek. A lápokon az elhalt növényekből származó szerves anyag az egész évben, oxigéntől elzártan van a víz alatt, így nem bomlik el, hanem lassanként egy sötét színű, nedvszívó, rostos szerkezetű anyaggá, tőzeggé alakul.
A tőzegen speciális igényű növények, lápi ritkaságok telepedtek meg. A láp nehezen átmelegedő, vizes, hideg talaján ezek túlélték a legutóbbi jégkorszakot követő felmelegedést, vagyis a lápi növényfajok egy része hazánkban jégkori maradványnövény. A jégkorszakot követő interglaciális képe, a változatos növényzethez és mikroklímához kötődő állatvilág is megmaradt, mely fajban és egyedszámban is igen gazdag.

## Növény- és állatvilága

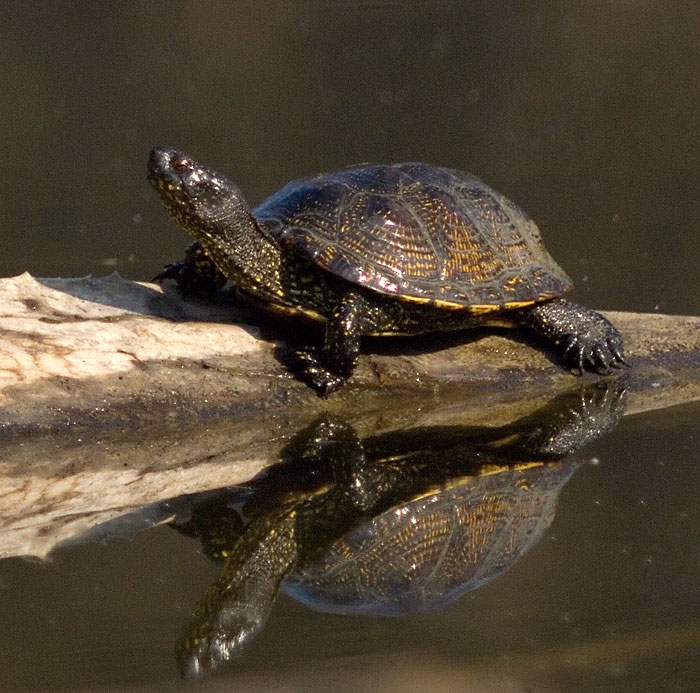
Mocsári teknős

Nyílt vízfelületet a tájvédelmi körzeten belül a mélyebben fekvő területeken, a régmúlt morotvák, vízfolyások árkaiban, és a jóval újabb keletű csatornákban találhatunk. Partjaikat széles sávban övezik a hínáros, nádas tocsogók, amelyekben még mindig megtalálható a ma már ritka lápi csalán (Urtica kioviensis). Távolabb magassásos, turjános területek, majd pedig a jellegzetes lápréti társulások, az úgynevezett csátés láprétek következnek. A környéken lakók évszázadokon át kitermelték a láp értékes fűtőanyagát, a tőzeget, mégis a lápterületek csak a környékbeli mezőgazdasági földek 20. századi terjedése és a modern vízrendezési törekvések hatására fogyatkoztak meg vészesen, ezért többségük ma már szigorúan védett (például a Bika-rét turjánosa). Az ősi vízfolyások menti, kevésbé zárt erdők nádasainak jellegzetes jégkorszaki maradványnövénye a lápi csalán és a lápi békabuzogány (Sparganium natans). A szárazabb helyeken megjelenik a kékperjés láprét, amelynek megmaradását éppen a tájjal harmóniában élő ember folyamatos beavatkozása, tájhasználata biztosítja, hiszen területeit gyorsan elfoglalná a hamvas fűz (rekettyefűz, Salix cinerea), ha a rétgazdálkodás, a rendszeres kaszálás ezt meg nem akadályozná. Ezeken az üde réteken még mindig több orchideafaj él, és itt vár boldogabb időkre a terület értékes jégkori maradványfaja, az illatos csengettyűvirág (Adenophora liliifolia) is.

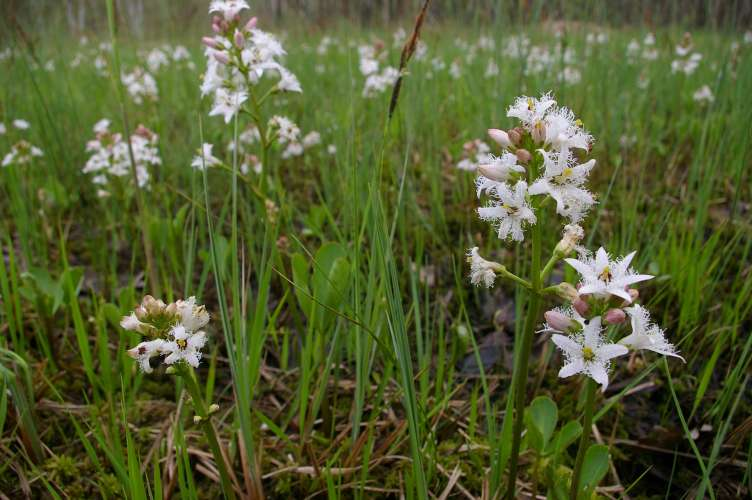
Vidrafű

A ritka és értékes magyar kőrissel (Fraxinus angustifolia subsp. pannonica) elegyes égerláp társulásokban az időszakos vízborítás miatt az égerek támasztógyökér-rendszert növesztettek (lábas éger). A magasabb térszínen megjelenik az ökológiai fejlődési sor végső eleme, a tölgy-szil-kőris ligeterdő, melyek gyepszintje jellegzetesen hegyvidéki fajoknak is otthont ad (kétlevelű árnyékvirág (Maianthemum bifolium), kereklevelű kapotnyak (Asarum europaeum), sárga árvacsalán (Lamium galeobdolon)). Nyíltabb vizű részeken a vidrafű (Menyanthes trifoliata) tenyészik.
Igen gazdag a terület állatvilága is. Az égerlápos erdők talajában szakemberek rendkívül gazdag ízeltlábú-faunát találtak. A terület viszonylagos zavartalansága elsősorban a madárvilágnak kedvez, de például a talajban élő ízeltlábúak egy négyzetméterre eső példányszáma is az országban itt a legmagasabb. Az ócsai Öregturjánon még mindig előfordulnak olyan, ritka lepkefajok, mint a nagy gyékénybagoly (Nonagria typhae), valamint a jégkor utáni időkből itt „felejtődött”, Magyarországon csak itt élő ezüstsávos szénalepke (Coenonympha oedippus). A területen megszokott látvány a mocsári teknős (Emys orbicularis), de él még itt a lápvilág igen ritka halfaja, a lápi póc (Umbra krameri), és a szintén reliktum elevenszülő gyík (Zootoca vivipara). Értékes madárfaunájának legbecsesebb tagjai a hamvas rétihéja (Circus pygargus), a nagy póling (Numenius arquata), a haris (Crex crex), a szalakóta (Coracias garrulus), a  réti tücsökmadár (Locustella naevia), a kék vércse (Falco vespertinus), a kabasólyom (Falco subbuteo) és a bölömbika (Botaurus stellaris).

## Tanösvények

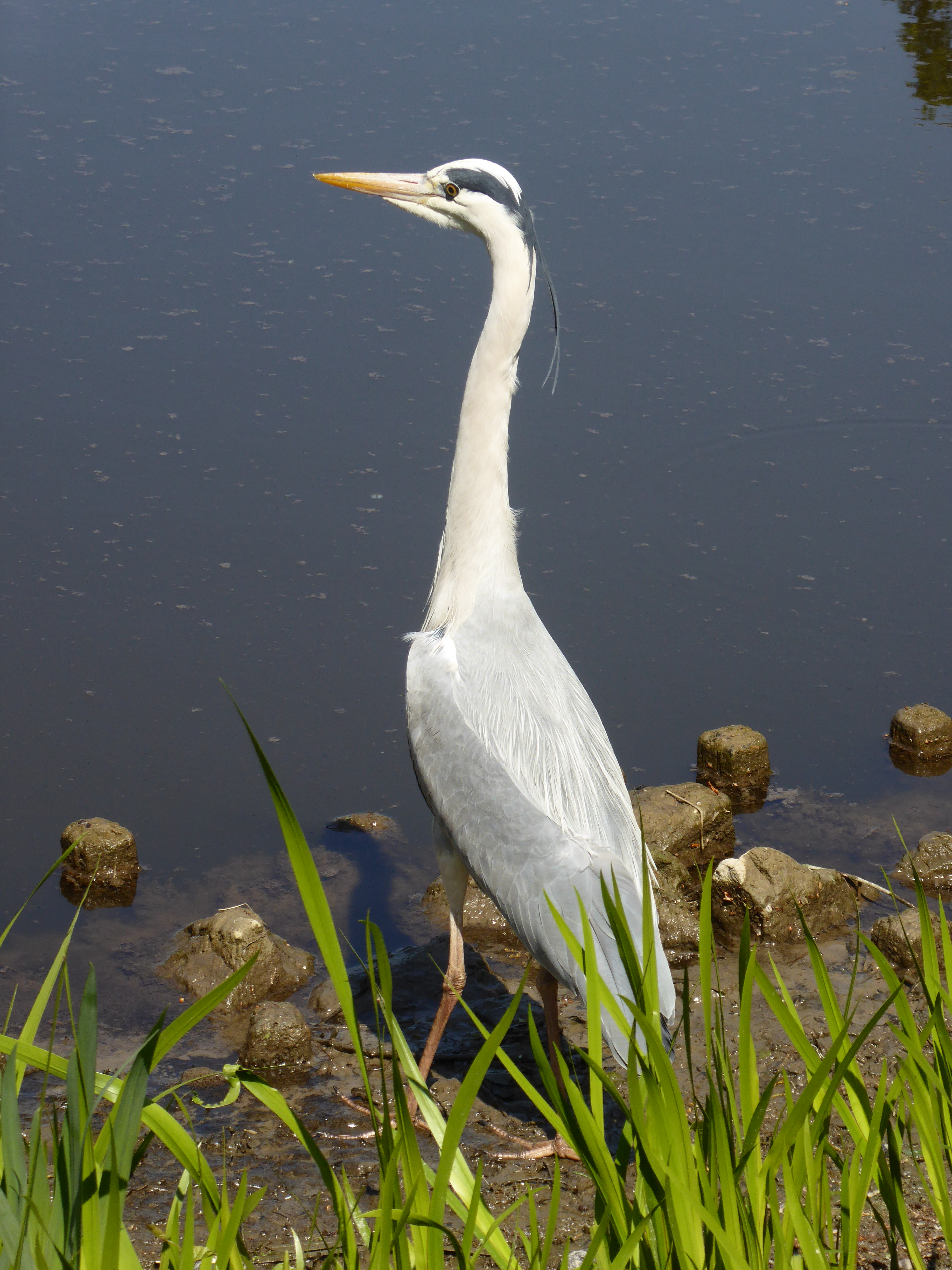
Szürke gém

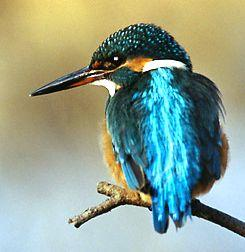
Jégmadár

### Selyem-réti tanösvény
A láperdei élővilágot bemutató, 1200 méteres hosszúságú tanösvény az ócsai Nagy-erdőn vezet keresztül. A szabadon látogatható létesítmény egy óra alatt bejárható, kényelmes sétatempóban. A tanösvény végén, a Selyem-réten padok és játszótér várja azokat, akik még kicsit elidőznének a természetben. Térkép, a tanösvényhez vezető füzet, illetve túravezető igénylése az ócsai Tájházban lehetséges.

### Tanösvény a Turjánban
Az ócsai lápvidék e fokozottan védett területe csak szakvezetővel látogatható. A Tájháztól induló, és a Madárvártán véget érő túra résztvevői megismerhetik többek között a kiszáradó láprétek, a magaskórós és zsombékos területek, valamint a nyílt vizű Turján élővilágát. Túravezető a Tájház elérhetőségein igényelhető.

### Ócsai Madárvárta
A tájvédelmi körzet, a gazdag madárvilága miatt nemzetközileg is védelem alatt álló, a Ramsari egyezmény alá tartozó terület. Néhány a területre jellemző madárfajok közül: nagy kócsag (Egretta alba), szürke gém (Ardea cinerea), barna rétihéja (Circus aeruginosus), kerecsensólyom (Falco cherrug), cigányréce (Aythya nyroca),  kis vöcsök (Tachybaptus ruficollis), bíbic (Vanellus vanellus), sárszalonka (Gallinago gallinago), piroslábú cankó (Tringa totanus), jégmadár (Alcedo atthis), nádirigó (Acrocephalus arundinaceus), fülemülesitke (Lusciniola melanopogon), tücsökmadarak (Locustella). A madarak megfigyelését, tudományos felmérését, az érdeklődők számára történő ismertetést 1983 óta az Öreg-turján északi vége közelében épült Madárvárta kutatói végzik. Előzetes bejelentkezés után lehetőség van a tudományos munkában való részvételre is; programként előadás, madarászás kérhető szakvezetővel.

## Kulturális értékek
A tájvédelmi körzet névadó települése, Ócsa kultúrtörténeti és néprajzi értékekben meglehetősen gazdag. Itt található a 12-13. században épült, még ma is működő premontrei erődtemplom, mely az 1996-ban befejeződött felújítás óta közel eredeti pompájában kápráztatja el az ide látogatót. A templom szentélyében, az eredeti freskótöredékekben gyönyörködve az elmúlt évszázadok hangulatát eleveníthetjük fel.
A jelenleg református templomként szolgáló műemlék építmény környezetében található a tájvédelmi körzet részeként védett „öregfalu”, ahol még fellelhetők a 18. századi népi építészet nyomai, az un. kétbeltelkes településszerkezet apró parasztportái, nádfedeles lakóépületei. Ebben a környezetben található az Ócsai Tájvédelmi Körzet irodaépülete, valamint a Tájház is, ahol a látogató megismerkedhet a 18-19. században itt élt emberek használati eszközeivel, szokásaival, néphagyományaival, és részt vehet különböző kézműves foglalkozásokon (gyékényszövés, nemezelés, kosárfonás stb.) is. Szintén lenyűgöző a falu mellett, a homokos terület és a turjános határán, az öreghegyi szőlőben álló, majd' kétszáz éves védett pincesor is, amelynek időálló gádoros, nyeregtetős, ollóágas szerkezetét az új pincéknél is alkalmazzák.

## Külső hivatkozások
- A Duna–Ipoly Nemzeti Park honlapja
- A Duna–Ipoly Nemzeti Park honlapja - az Ócsai TK leírása
- Ócsai Tájvédelmi Körzet Fogadóháza
- Ócsai Természetvédelmi és Idegenforgalmi Egyesület honlapja